# Film Portrait
Film Portrait is een autobiografische documentaire uit 1970 onder de regie van prijswinnend filmmaker en kunstenaar Jerome Hill, over wiens leven het ook gaat. Hill overleed een korte periode nadat de film klaar was waardoor het door veel mensen als zijn memoire wordt gezien. De film werd in 2003 in het National Film Registry opgenomen ter preservatie.

## Prijzen
De film won een belangrijke prijs op het London Film Festival en won de Gold Dukat Prize op het filmfestival van Mannheim.